# Gran Premio Miguel Induráin 2019
La 21.ª edición de la clásica ciclista Gran Premio Miguel Induráin fue una carrera en España que se celebró el 6 de abril de 2019 con inicio y final en la ciudad de Estella sobre un recorrido de 193 kilómetros.
La carrera formó parte del UCI Europe Tour 2019, dentro de la categoría UCI 1.1. El vencedor fue el francés Jonathan Hivert del Direct Énergie seguido del español Luis León Sánchez del Astana y el colombiano Sergio Higuita de la Fundación Euskadi.

## Equipos participantes
Tomaron parte en la carrera 18 equipos: 4 de categoría UCI WorldTeam; 9 de categoría Profesional Continental; y 5 de categoría Continental. Formando así un pelotón de 123 ciclistas de los que acabaron 89. Los equipos participantes fueron:
| WorldTeams (4)- Astana - Mitchelton-Scott - Movistar Team - UAE Team Emirates Equipos continentales profesionales (9)- Burgos-BH - Caja Rural-Seguros RGA - Cofidis, Solutions Crédits - Direct Énergie - Euskadi Basque Country-Murias - Israel Cycling Academy - Manzana Postobón - Team Novo Nordisk - W52-FC Porto Equipos continentales (5)- Fundación Euskadi - Guerciotti-Kiwi Atlántico - Lokosphinx - RP-Boavista - Vito-Feirense-BlackJack |
| |

## Clasificación final
- Las clasificaciones finalizaron de la siguiente forma:[3]

| \| Clasificación general \| Clasificación general \| Clasificación general \| Clasificación general \| Clasificación general \| \| Ciclista \| Ciclista \| Equipo \| Tiempo \| \| \| --------------------- \| --------------------- \| ----------------------------- \| --------------------- \| --------------------- \| \| 1.º \| Jonathan Hivert \| Direct Énergie \| 4 h 47 min 56 s \| \| \| 2.º \| Luis León Sánchez \| Astana \| + 9 s \| \| \| 3.º \| Sergio Higuita \| Fundación Euskadi \| + 9 s \| \| \| 4.º \| Mikel Nieve \| Mitchelton-Scott \| + 9 s \| \| \| 5.º \| Carlos Verona \| Movistar Team \| + 9 s \| \| \| 6.º \| Tadej Pogačar \| UAE Team Emirates \| + 9 s \| \| \| 7.º \| Fernando Barceló \| Euskadi Basque Country-Murias \| + 9 s \| \| \| 8.º \| Jonathan Lastra \| Caja Rural-Seguros RGA \| + 21 s \| \| \| 9.º \| Alexander Vdovin \| Lokosphinx \| + 24 s \| \| \| 10.º \| Rubén Plaza \| Israel Cycling Academy \| + 28 s \| \| \| 11.º \| Omar Fraile \| Astana \| + 28 s \| \| \| 12.º \| Jesús Herrada \| Cofidis, Solutions Crédits \| + 30 s \| \| \| 13.º \| Cristián Rodríguez \| Caja Rural-Seguros RGA \| + 45 s \| \| \| 14.º \| Gorka Izagirre \| Astana \| + 1 min 23 s \| \| \| 15.º \| Eduard Prades \| Movistar Team \| + 1 min 29 s \| \| \| 16.º \| Mikel Iturria \| Euskadi Basque Country-Murias \| + 1 min 41 s \| \| \| 17.º \| Luís Mendonça \| Rádio Popular-Boavista \| + 1 min 44 s \| \| \| 18.º \| Tsgabu Grmay \| Mitchelton-Scott \| + 1 min 50 s \| \| \| 19.º \| Aldemar Reyes Ortega \| Manzana Postobón \| + 2 min 55 s \| \| \| 20.º \| Yecid Sierra \| Manzana Postobón \| + 3 min 00 s \| \| |                      |                               |                 |
| |                      |                               |                 |
| Fuente: ProCyclingStats |                      |                               |                 |
| Clasificación general |                      |                               |                 |
| Ciclista | Ciclista             | Equipo                        | Tiempo          |
| 1.º | Jonathan Hivert      | Direct Énergie                | 4 h 47 min 56 s |
| 2.º | Luis León Sánchez    | Astana                        | + 9 s           |
| 3.º | Sergio Higuita       | Fundación Euskadi             | + 9 s           |
| 4.º | Mikel Nieve          | Mitchelton-Scott              | + 9 s           |
| 5.º | Carlos Verona        | Movistar Team                 | + 9 s           |
| 6.º | Tadej Pogačar        | UAE Team Emirates             | + 9 s           |
| 7.º | Fernando Barceló     | Euskadi Basque Country-Murias | + 9 s           |
| 8.º | Jonathan Lastra      | Caja Rural-Seguros RGA        | + 21 s          |
| 9.º | Alexander Vdovin     | Lokosphinx                    | + 24 s          |
| 10.º | Rubén Plaza          | Israel Cycling Academy        | + 28 s          |
| 11.º | Omar Fraile          | Astana                        | + 28 s          |
| 12.º | Jesús Herrada        | Cofidis, Solutions Crédits    | + 30 s          |
| 13.º | Cristián Rodríguez   | Caja Rural-Seguros RGA        | + 45 s          |
| 14.º | Gorka Izagirre       | Astana                        | + 1 min 23 s    |
| 15.º | Eduard Prades        | Movistar Team                 | + 1 min 29 s    |
| 16.º | Mikel Iturria        | Euskadi Basque Country-Murias | + 1 min 41 s    |
| 17.º | Luís Mendonça        | Rádio Popular-Boavista        | + 1 min 44 s    |
| 18.º | Tsgabu Grmay         | Mitchelton-Scott              | + 1 min 50 s    |
| 19.º | Aldemar Reyes Ortega | Manzana Postobón              | + 2 min 55 s    |
| 20.º | Yecid Sierra         | Manzana Postobón              | + 3 min 00 s    |

## UCI World Ranking
El Gran Premio Miguel Induráin otorgó puntos para el UCI World Ranking para corredores de los equipos en las categorías UCI WorldTeam, Profesional Continental y Equipos Continentales. Las siguientes tablas muestran el baremo de puntuación y los 10 corredores que obtuvieron más puntos:
| Posición   | 1.º | 2.º | 3.º | 4.º | 5.º | 6.º | 7.º | 8.º | 9.º | 10.º | 11.º | 12.º | 13.º-15.º | 16.º-25.º |
| Puntuación | 125 | 85  | 70  | 60  | 50  | 40  | 35  | 30  | 25  | 20   | 15   | 10   | 5         | 3         |

| Clasificación |                   |                               |        |
| Posición      | Ciclista          | Equipo                        | Puntos |
| ------------- | ----------------- | ----------------------------- | ------ |
| 1.º           | Jonathan Hivert   | Direct Énergie                | 125    |
| 2.º           | Luis León Sánchez | Astana                        | 85     |
| 3.º           | Sergio Higuita    | Euskadi                       | 70     |
| 4.º           | Mikel Nieve       | Mitchelton-Scott              | 60     |
| 5.º           | Carlos Verona     | Movistar                      | 50     |
| 6.º           | Tadej Pogačar     | UAE Emirates                  | 40     |
| 7.º           | Fernando Barceló  | Euskadi Basque Country-Murias | 35     |
| 8.º           | Jonathan Lastra   | Caja Rural-Seguros RGA        | 30     |
| 9.º           | Alexander Vdovin  | Lokosphinx                    | 25     |
| 10.º          | Rubén Plaza       | Israel Cycling Academy        | 20     |